# Ludisia discolor
A Ludisia discolor é uma orquídea pertencente ao gênero Ludisia, particularmente conhecida pela beleza singular de suas folhagens, as quais se apresentam com texturas aveludadas e tonalidades variando entre o vinho, vermelho e verde escuro. Em decorrência de sua floração ocorrer em pendões repletos de pequenas flores de pétalas brancas recurvadas, recebe popularmente a denominação de orquídea-pipoca.

## Origem
Atualmente, em função de sua ampla utilização como planta ornamental, a Ludisia discolor encontra-se difundida globalmente. Entretanto, em meio natural, esta planta tem origem endêmica nas florestas úmidas do sul da China, Nordeste da Índia, Tailândia, Vietnã, Filipinas, Malásia, Indonésia e Myanmar. Juntamente com a Ludisia ravanii complementa a dupla de espécies aceitas dentro do gênero Ludisia. 

## Descrição
A Ludisia discolor apresenta-se como uma orquídea terrestre, com folhas bastante diferentes das demais plantas de sua família. Suas folhagens apresentam listras, tonalidades variando entre o vinho e verde escuro escuro na face visível da planta e cores rosadas no verso. Deste modo, consistem em uma das poucas orquídeas que possuem folhagens distintas do padrão verde e sem detalhes presentes na maioria das espécies da família Orchidaceae.
Sua floração ocorre de forma abundante. Com periodicidade anual, a planta emite diversas hastes florais entre o final do inverno e o início da primavera, nas quais surgem dezenas de pequenas flores brancas com pétalas levemente dobradas em um formato muito similar ao de uma pipoca, de onde se origina sua nomenclatura popular.

## Cuidados
Trata-se de uma orquídea de hábitos terrestres que não necessita de exposição direta ao sol, devendo ficar em local protegido dos raios solares, mas bons níveis de luminosidade. É ideal para cultivo em terrários, por tolerar bem climas quentes e úmidos.
Como se trata de uma planta terrestre, pode ser cultivada diretamente em substratos com húmus ou terra vegetal, sem necessidade de utilização de um substrato específico para orquídeas epífitas.
Durante o crescimento, a planta apresenta tendência de cair para um dos lados do vaso com o tempo. Sua manutenção é baixa e consiste na remoção das folhas e hastes florais secas.
Se o seu rizoma ficar muito alongado, ela perde o vigor tornando-se vulnerável ao ataque de pragas. Neste caso deve ser replantada para recuperar a saúde.
Ao tocar o solo, o rizoma pode produzir raízes, gerando novas mudas, as quais podem ser retiradas e transplantadas para outros locais, dando origem a novos exemplares da planta.